# Finale della Coppa delle nazioni africane 1976
La finale della Coppa delle nazioni africane 1976 si disputò il 14 marzo 1976 allo Stadio Addis Abeba di Addis Abeba, tra le nazionali di Marocco e Guinea. La partita terminò 1-1, risultato che permise al Marocco di aggiudicarsi il suo primo trofeo nella massima competizione tra nazionali maschili africane. Non fu una finale a tutti gli effetti, in quanto la competizione prevedeva un girone all'italiana finale per le squadre che avevano superato la prima fase, ma è a volte indicata impropriamente come "finale" perché fu l'ultima e decisiva partita per l'assegnazione del titolo.

## Le squadre
| Squadra | Finali (o spareggi) disputate in precedenza (il grassetto indica la vittoria) |
| ------- | ----------------------------------------------------------------------------- |
| Marocco | Nessuna                                                                       |
| Guinea  | Nessuna                                                                       |

## Cammino verso la finale

### Tabella riassuntiva del percorso
| Squadra | Pt | G |
| ------- | -- | - |
| Marocco | 5  | 3 |
| Nigeria | 4  | 3 |
| Sudan   | 2  | 3 |
| Zaire   | 1  | 3 |

| Squadra | Pt | G |
| ------- | -- | - |
| Guinea  | 5  | 3 |
| Egitto  | 4  | 3 |
| Etiopia | 3  | 3 |
| Uganda  | 0  | 3 |

#### Classifica prima della partita
| Pos. | Squadra | Pt | G | V | N | P | GF | GS | DR |
| ---- | ------- | -- | - | - | - | - | -- | -- | -- |
| 1.   | Marocco | 4  | 2 | 2 | 0 | 0 | 4  | 2  | +2 |
| 2.   | Guinea  | 3  | 2 | 1 | 1 | 0 | 5  | 3  | +2 |
| 3.   | Nigeria | 1  | 2 | 0 | 1 | 1 | 2  | 3  | -1 |
| 4.   | Egitto  | 0  | 2 | 0 | 0 | 2 | 3  | 6  | -3 |

## Tabellino
| Arbitro: | Nyirenda Chayu |

|          |           |                |
| Baba 86’ | Marcatori | 33’ Souleymane |

| Morocco | Guinea |

| Marocco           |                    |  |          |
|                   |                    |  |          |
| P                 | Mohammed Hazzaz    |  |          |
| D                 | Mehdi Belmejdoub   |  | Uscita   |
| D                 | Chérif Fetoui      |  |          |
| D                 | Brahim Glaoua      |  |          |
| D                 | Larbi Chebbak      |  |          |
| C                 | Ahmed Abouali      |  | Uscita   |
| C                 | Baba               |  |          |
| C                 | Abdallah Semmat    |  |          |
| A                 | Abdallah Tazi      |  |          |
| A                 | Abdel Ali Zahraoui |  |          |
| A                 | Ahmed Faras        |  |          |
| Sostituzioni:     |                    |  |          |
| C                 | Abdelmajid Dolmy   |  | Ingresso |
| D                 | Redouane Guezzar   |  | Ingresso |
| CT:               |                    |  |          |
| Virgil Mărdărescu |                    |  |          |

| Guinea           |                   |  |          |
|                  |                   |  |          |
| P                | Bernard Sylla     |  |          |
| D                | Jacob Bangoura    |  |          |
| D                | Djibril Diarra    |  |          |
| D                | Papa Camara       |  |          |
| D                | Youssuf Jansky    |  |          |
| C                | Chérif Souleymane |  |          |
| C                | Bengally Sylla    |  | Uscita   |
| C                | Ismail Sylla      |  |          |
| A                | N'Jo Léa          |  |          |
| A                | Petit Sory        |  |          |
| A                | Morciré Sylla     |  |          |
| Sostituzioni:    |                   |  |          |
| A                | Mory Koné         |  | Ingresso |
| CT:              |                   |  |          |
| Petre Moldoveanu |                   |  |          |

### Classifica finale
| Pos. | Squadra | Pt | G | V | N | P | GF | GS | DR |
| ---- | ------- | -- | - | - | - | - | -- | -- | -- |
| 1.   | Marocco | 4  | 3 | 2 | 1 | 0 | 5  | 3  | +2 |
| 2.   | Guinea  | 3  | 3 | 1 | 2 | 0 | 6  | 4  | +2 |
| 3.   | Nigeria | 3  | 3 | 1 | 1 | 1 | 5  | 5  | 0  |
| 4.   | Egitto  | 0  | 3 | 0 | 0 | 3 | 5  | 9  | −4 |